# Denholm, Québec
Denholm är en kommun i provinsen Québec i Kanada. Den ligger i regionen Outaouais, i den sydöstra delen av landet, 50 km norr om huvudstaden Ottawa. Antalet invånare var 546 vid folkräkningen 2021. Landarean är 177 kvadratkilometer.